# 冀汸
冀汸（1920年12月8日—2013年12月17日），原名陈性忠，笔名吉父、凌恒、文仪珠、田申等，男，湖北天门人，生于荷属东印度群岛爪哇井里汶，中国诗人，七月派成员，中国作家协会浙江分会原副主席。